# Ougny
Ougny – miejscowość i gmina we Francji, w regionie Burgundia-Franche-Comté, w departamencie Nièvre.
Według danych na rok 1990 gminę zamieszkiwały 42 osoby, a gęstość zaludnienia wynosiła 5 osób/km² (wśród 2044 gmin Burgundii Ougny plasuje się na 868. miejscu pod względem liczby ludności, natomiast pod względem powierzchni na miejscu 1023.).